# Andrea Prader
Andrea Prader, född 23 december 1919, död 3 juni 2001, var en schweizisk barnläkare och endokrinolog.

## Biografi
Andrea Prader studerade först i Zürich, där han 1944 avlade en examen och från 1947 arbetade han där som assisterande läkare vid barnsjukhuset. Från 1950 kunde han titulera sig expert i pediatrik, han fortsatte också sina studier, denna gång vid sjukhuset Bellevue Hospital i New York. Han besökte här också Lawson Wilkins som fick honom att intressera sig för endokrinologi.
1962 utnämndes han till professor i pediatrik vid Zürichs universitet. Han utförde fundamentala studier rörande utvecklingen hos normala barn, men hans forskningsområde innefattade även endokrina och metaboliska åkommor, medicinsk genetik och patofysiologin hos steroidhormoner.
Under åren 1972–1974 var han ordförande för Schweizerische Gesellschaft für Pädiatrie. Han har givit namn åt Prader-Willis syndrom (tillsammans med Heinrich Willi), praderskalan och Andrea Prader-priset som delas ut till medlemmar i European Society for Paediatric endocrinology för förtjänster inom pediatrisk endokrinologi.